# في. ر. سونيل كومار
في. ر. سونيل كومار هو سياسي هندي، ولد في 10 مارس 1969 في كودونغالور في الهند. نشط حزبياً في الحزب الشيوعي الهندي. في 2016 Kerala Legislative Assembly election ‏، انتخب Member of the 14th Kerala Legislative Assembly ‏ عن دائرة Kodungallur Assembly constituency ‏ وقد انضم خلال فترته النيابية ‏ (20 مايو 2016 – ) للكتلة البرلمانية Left Democratic Front ‏.